# بيلي ميلن
بيلي ميلن (بالإنجليزية: Billy Milne)‏ ( ولد 24 نوفمبر 1895 في المملكة المتحدة - وتوفي 1 يوليو 1975)، وهو لاعب كرة قدم بريطاني (وحمل سابقاً جنسية المملكة المتحدة لبريطانيا العظمى وأيرلندا) في مركز نصف الجناح. لعب مع نادي أرسنال وBuckie Thistle F.C. ‏.

## وصلات خارجية
- بيلي ميلن على موقع عالم كرة القدم.نت (الإنجليزية)